# Riwal Readynez Cycling Team
A Riwal Readynez Cycling Team (código UCI: RIW) é um equipa ciclista profissional da Dinamarca de categoria UCI ProTeam. Participa nas divisões de ciclismo de estrada UCI ProSeries, e os Circuitos Continentais da UCI, correndo assim mesmo naquelas carreiras do circuito UCI World Tour às que é convidado.

## Corredor melhor classificado nas Grandes Voltas
| Ano  | Giro d'Italia | Tour de France | Volta a Espanha |
| ---- | ------------- | -------------- | --------------- |
| 2018 | -             | -              | -               |
| 2019 | -             | -              | -               |

## Classificações UCI

### UCI Africa Tour
| Temporada | Classificação por equipas | Melhor corredor | Posto |
| 2012      | 16º                       | Lars Andersson  | 72º   |

### UCI America Tour
| Temporada | Classificação por equipas | Melhor corredor     | Posto |
| 2010      | 24º                       | Sebastian Lander    | 200º  |
| 2011      | 31º                       | Lasse Norman Hansen | 206º  |

### UCI Asia Tour
| Temporada | Classificação por equipas | Melhor corredor | Posto |
| 2009      | 53º                       | Philip Nielsen  | 268º  |
| 2012      | 64º                       | Nikola Aistrup  | 274º  |

### UCI Europe Tour
| Temporada | Classificação por equipas | Melhor corredor      | Posto |
| 2009      | 85º                       | Daniel Foder         | 372º  |
| 2010      | 65º                       | Philip Nielsen       | 202º  |
| 2011      | 64º                       | Rasmus Quaade        | 255º  |
| 2012      | 87º                       | Lars Andersson       | 373º  |
| 2013      | 62º                       | Martin Mortensen     | 102º  |
| 2014      | 57º                       | Jonas Aaen Jørgensen | 209º  |
| 2015      | 70º                       | Nicolai Brøchner     | 134º  |
| 2016      | 56º                       | Nicolai Brøchner     | 331º  |
| 2017      | 32º                       | Nicolai Brøchner     | 136º  |
| 2018      | 48º                       | Andreas Nielsen      | 181º  |
| 2019      | 14º                       | Rasmus Quaade        | 189º  |

### UCI Oceania Tour
| Temporada | Classificação por equipas | Melhor corredor  | Posto |
| 2010      | 20º                       | Sebastian Lander | 46º   |

## Material ciclista
A equipa utiliza bicicletas Pinarello e equipamento CeramicSpeed.

## Palmarés
Para anos anteriores, veja-se Palmarés da Riwal Readynez Cycling Team

### Palmarés de 2020

#### UCI World Tour
| Datas | Carreiras | Ganhador |

#### UCI ProSeries
| Datas | Carreiras | Ganhador |

#### Circuitos Continentais da UCI
| Datas | Circuito | Carreiras | Ganhador |

#### Campeonatos nacionais
| Datas | Carreiras | Ganhador |

## Plantel
Para anos anteriores, veja-se Elencos da Riwal Readynez Cycling Team

### Elenco de 2020
| Corredor              | Nascimento | Nacionalidade | Equipa de 2019                                |
| Kristian Aasvold      | 30/05/1995 | Noruega       | Team Coop                                     |
| Martijn Budding       | 31/08/1995 | Países Baixos | BEAT Cycling Clube                            |
| Arvid de Kleijn       | 21/03/1994 | Países Baixos | Metec-TKH Continental Cycling Team p/b Mantel |
| Sondre Enger          | 17/12/1993 | Noruega       | Israel Cycling Academy                        |
| Lucas Eriksson        | 10/04/1996 | Suécia        | Riwal Readynez Cycling Team                   |
| Piotr Havik           | 07/07/1994 | Países Baixos | BEAT Cycling Clube                            |
| August Jensen         | 29/08/1991 | Noruega       | Israel Cycling Academy                        |
| Tobias Kongstad       | 14/09/1996 | Dinamarca     | Riwal Readynez Cycling Team                   |
| Andreas Kron          | 01/06/1998 | Dinamarca     | Riwal Readynez Cycling Team                   |
| Christoffer Lisson    | 28/11/1995 | Dinamarca     | BHS-Almeborg-Bornholm                         |
| Sindre Skjøstad Lunke | 17/04/1993 | Noruega       | Riwal Readynez Cycling Team                   |
| Kim Magnusson         | 31/08/1992 | Suécia        | Riwal Readynez Cycling Team                   |
| Rasmus Quaade         | 07/01/1990 | Dinamarca     | Riwal Readynez Cycling Team                   |
| Elmar Reinders        | 14/03/1992 | Países Baixos | Roompot-Charles                               |
| Jesper Schultz        | 27/02/1996 | Dinamarca     | Team Waoo                                     |
| James Shaw            | 13/06/1996 | Reino Unido   | SwiftCarbon Pro Cycling                       |
| Nick van der Lijke    | 23/09/1991 | Países Baixos | Roompot-Charles                               |
| Torkil Veyhe          | 09/01/1990 | Dinamarca     | Riwal Readynez Cycling Team                   |
| Emil Vinjebo          | 24/03/1994 | Dinamarca     | Riwal Readynez Cycling Team                   |
| Rasmus Bøgh Wallin    | 02/01/1996 | Dinamarca     | Riwal Readynez Cycling Team                   |